# Ministeri d'Hisenda d'Espanya
El Ministeri d'Hisenda és un dels departaments ministerials en els quals s'organitza l'Administració General de l'Estat. El seu titular és la ministra d'Hisenda.
Va ser creat el 1849 durant el regnat d'Isabel II i al llarg de la història el departament ha estat modificat, suprimit i restituït en diverses ocasions. L'actual estructura del departament va ser creada el 2018 pel president del Govern d'Espanya, Pedro Sánchez Pérez-Castejón.
La titular del ministeri és María Jesús Montero Cuadrado.

## Història
Els orígens del ministeri tenen lloc al segle xviii amb l'administració borbònica del rei Felip V que va crear, el 1705, una Secretaria de Despatx Universal d'Hisenda.
Durant el regnat d'Isabel II, el secretari del Despatx, Alejandro Mon, formula l'estructura orgànica de l'Hisenda estatal contemporània des del punt de vista tècnic i del dret fiscal. El 1849, Juan Bravo Murillo, titular d'Hisenda entre 1849 i 1850, va instaurar l'Hisenda com a pilar fonamental de l'Administració de l'Estat i va consagrar el terme de ministeri per primer cop. Entre 1873 i 1878 es va institucionalitzar la Intervenció General de l'Estat i el 1881 es va crear el cos d'Advocats de l'Estat i la Inspecció General de l'Hisenda Pública.
Entre 1902 i 1903 s'adopta l'estructura administrativa que es va mantenir pràcticament fins al 1957, malgrat que durant la Dictadura de Primo de Rivera es va suprimir el Ministeri d'Hisenda entre els anys 1923 i 1925. Durant la Segona República Espanyola es van produir diferents reformes del departament entre les quals destaca la creació del Tribunal Econòmic-Administratiu Central. Durant la Guerra Civil es crea el Ministeri d'Hisenda i Economia. Un cop acabada es recupera la denominació original.
El 1957 s'engega la reforma tributaria que culminarà entre 1963 i 1964 amb l'aprovació de les lleis General Tributària i la Reforma del Sistema Tributari. Durant els anys 70 del segle XX es tecnifica l'Administració d'Hisenda i s'assenten les bases de l'Hisenda actual.
Entre 1982 i l'any 2000 els departaments d'Hisenda i Economia de l'Administració General de l'Estat es fusionen. Durant aquesta època neix, el 1992, l'Agència Estatal d'Administració Tributaria, l'organisme públic encarregat de gestionar el sistema tributari espanyol.
Entre els anys 2000 i 2004 el departament recupera la denominació de Ministeri d'Hisenda. De 2004 a 2011 les funcions d'hisenda i economia es tornen a agrupar sota el mateix departament. Entre 2011 i 2016, les competències d'hisenda es dirigeixen des del Ministeri d'Hisenda i Administracions Públiques i entre 2016 i 2018, des del Ministeri d'Hisenda i Funció Pública.
El 2018 es reestructuren els departament ministerials i es recupera el Ministeri d'Hisenda.

## Funcions
Correspon al Ministeri d'Hisenda la funció de proposar i executar la política del Govern d'Espanya en matèria d'hisenda pública, de pressupostos i de despeses.

## Estructura
El Ministeri d'Hisenda s'estructura en els següents òrgans superiors:
- Secretaria d'Estat d'Hisenda
- Secretaria d'Estat de Pressupostos i Despeses

## Organismes dependents
Depenen del ministeri els següents organismes de l'Administració General de l'Estat:
- Agència Estatal de l'Administració Tributària

## Cronologia
- 1705: Creació de la Secretaria de Despatx Universal d'Hisenda
- 1849: Instauració del Ministeri d'Hisenda
- 1923: Supressió del Ministeri d'Hisenda.
- 1925: Recuperació del Ministeri d'Hisenda.
- 1937: El Govern de la República Espanyola crea el Ministeri d'Hisenda i Economia (1937-39).
- 1982: Es crea el Ministeri d'Hisenda i Economia.
- 2000: Es recupera el Ministeri d'Hisenda.
- 2004: Es crea el Ministeri d'Economia i Hisenda.
- 2009: Es crea la Vicepresidència d'Economia i Hisenda del Govern d'Espanya.
- 2011: Es crea el Ministeri d'Hisenda i Administracions Públiques.
- 2016: Es crea el Ministeri d'Hisenda i Funció Pública.
- 2018: Es recupera el Ministeri d'Hisenda.